# Дионизи, Ренато
Ренато Дионизи (итал. Renato Dionisi; 2 января 1910, Ровиньо, Королевство Италия — 24 августа 2000, Верона, Италия) — итальянский композитор и музыкальный педагог.

## Биография
Он родился в Ровиньо в провинции Истрия (ныне Ровинь в Хорватии) в семье выходцев из области Трентино. В 1936 году окончил музыкальный лицей в Больцано, где учился у Челестино Эккер и Марио Масканьи, и получил диплом композитора. Продолжил образование в Музыкальной академии Киджи в Сиене. Преподавал гармонию в консерваториях Больцано и Флоренции. С 1952 года в течение многих лет служил преподавателем в консерватории Милана, где одним из его учеников был Франко Баттьято. Дионизи также преподавал в Папском институте духовной музыки в Милане. Он был автором важных публикаций в области гармонии и контрапункта. В настоящее время его книги используется в качестве учебников в итальянских консерваториях.
При жизни симфонические произведения композитора исполнялись оркестром RAI в Риме, оркестром Радио Швейцарии, Оркестром им. Гайдна в Больцано, камерным оркестром «Солисты Венето» в Падуе. Дионизи сотрудничал с такими дирижёрами, как Карло Мария Джулини, Герман Майкл, Массимо де Бернарт, Пьерлуиджи Юрбини и многими другими.
Для камерных сочинений композитора характерны необычные партии, например, такие, как партии для голоса и кларнета, флейты и гитары, голоса и гитары, только голоса, литавров и оркестра, арфы и фортепиано.
При написании произведений хоровой музыки, Дионизи вдохновлялся народной музыкальной традицией. Им было написано немало сочинений специально для хора «Музичи Кантори Тренто», которым руководил хормейстер Сандро Филиппи. Для Хора трентинских альпинистов композитор написал сорок шесть песен, включая «Колыбельную» и своё последнее сочинение для хора «Старая лодка».

## Аудиозаписи
- Renato Dionisi. «Missa Brevis» (1976) — Ренато Дионизи. «Краткая Месса» (1976) в исполнении Хора Филармонии Тренто.